# Onitis autumnalis
Onitis autumnalis är en skalbaggsart som beskrevs av Davis 1986. Onitis autumnalis ingår i släktet Onitis och familjen bladhorningar. Inga underarter finns listade i Catalogue of Life.